# Patrick Roest
Pour les articles homonymes, voir Roest.
Patrick Roest, né le 7 décembre 1995 à Lekkerkerk, est un patineur de vitesse néerlandais.

## Biographie
Sur le 5 000 mètres hommes aux Jeux olympiques d'hiver de 2022, Patrick Roest bat le record olympique en 6 min 9 s 31, battu quelques minutes plus tard par les Suédois Nils van der Poel. Il remporte finalement la médaille d'argent.

## Palmarès

### Jeux olympiques d'hiver
| Épreuve / Édition   | 500 mètres | 1 000 mètres | 1 500 mètres                       | 5 000 mètres                       | 10 000 mètres                      | Mass start | Poursuite par équipes               |
| JO 2018 Pyeongchang | —          | —            | Médaille d'argent, Jeux olympiques | —                                  | —                                  | —          | Médaille de bronze, Jeux olympiques |
| JO 2022 Pékin       | —          | —            | —                                  | Médaille d'argent, Jeux olympiques | Médaille d'argent, Jeux olympiques |            | 4e                                  |

Légende :
- : première place, médaille d'or
- : deuxième place, médaille d'argent
- : troisième place, médaille de bronze
- : pas d'épreuve
- — : Non disputée par le patineur
- DSQ : disqualifiée

### Championnats d'Europe toutes épreuves
- Médaille d'or en 2021.
- Médaille d'or en 2023.
- Médaille d'argent en 2019.

### Championnats d'Europe simple distance
- Médaille d'or du 5 000 m en 2020.
- Médaille d’or du 5 000 m en 2022.
- Médaille d'or de la poursuite par équipes en 2020.
- Médaille d'or de la poursuite par équipes en 2022.
- Médaille de bronze du 1 500 m en 2020.